# Nipsey Russell
Nipsey Russell (* 15. September 1918 in Atlanta, Georgia, USA als Julius Russell; † 2. Oktober 2005 in New York City, New York) war ein US-amerikanischer Schauspieler und Entertainer.

## Leben und Wirken
Nipsey Russell begann seine Karriere Mitte der 1950er Jahre in Rock-’n’-Roll-Revuen. Bekannt wurde er in den USA Anfang der 1960er Jahre, als er in der beliebten TV-Comedy-Serie Wagen 54, bitte melden (Car 54, Where Are You?) den Officer Anderson spielte. Nach einem Jahr verließ er die Serie und trat in diversen Serien und Shows wie The Jacky Gleason Show, The Dean Martin Show oder The Tonight Show Starring Johnny Carson auf und machte sich dabei einen Namen als großer Komödiant.
In den 1970er Jahren war Russell Moderator mehrerer Gameshows wie To Tell the Truth. Er war bekannt dafür, hier ab und an lustige Gedichte vorzutragen, was auch zu seinem Spitznamen The Poet Laureate of Television führte. In Kinofilmen trat er nur sehr selten auf, dennoch ist er vor allem auch für seine Rolle als Blechmann in The Wiz – Das zauberhafte Land (Remake von Der Zauberer von Oz) bekannt.
Ein wichtiges Standbein seiner Karriere war über Jahrzehnte der Broadway, an dem er in diversen Shows auftrat.
Am 2. Oktober 2005 starb Nipsey Russell im Lennox Hill Hospital in New York City an Krebs.

## Filmografie
- 1961–1962: Wagen 54, bitte melden (Car 54, Where Are You?, Fernsehserie, 15 Folgen)
- 1967: Walter of the Jungle (Fernsehfilm)
- 1967: The Red Skelton Show (Fernsehserie, 1 Folge)
- 1969: Laugh-In (Fernsehserie, 1 Folge)
- 1970: Barfuß im Park (Barefoot in the Park, Fernsehserie, 9 Folgen)
- 1973: The Bob Hope Show (Fernsehserie, 1 Folge)
- 1976–1977: Captain Kangaroo (Fernsehserie, 3 Folgen)
- 1977: Make-Up und Pistolen (Police Woman, Fernsehserie, 1 Folge)
- 1978: Wiz on Down the Road (Kurzfilm)
- 1978: Fame (Fernsehfilm)
- 1978: The Wiz – Das zauberhafte Land (The Wiz)
- 1979: Die liebestollen Stewardessen (Flying High, Fernsehserie, 1 Folge)
- 1980: Love Boat (Fernsehserie, 1 Folge)
- 1984: Nemo
- 1986: American Wildcats (Wildcats)
- 1987: 227 (Fernsehserie, 1 Folge)
- 1993: Posse – Die Rache des Jessie Lee (Posse)
- 1994: Wagen 54 - Bitte Melden (Car 54, Where Are You?)
- 1999: Chaos City (Fernsehserie, 1 Folge)
- 2001: 100 Centre Street (Fernsehserie, 1 Folge)